# سيريبرو
سيريبرو ((بالروسية: Серебро)‏؛ (بالروسية: sʲɪrʲɪˈbro)‏
 (بالإنجليزية: Serebro؛ وتعني «فضة») كانت فرقة فتيات روسيات شكلها مديرهم والمنتج مكسيم فاديف. تم تشكيل سيريبرو في عام 2007، وكانت تتألف من العضوات مارينا ليزوركينا وأولغا سريبكينا وايلينا تيمنيكوفا، أعلنت الفرقة انحلالها رسميًا عام 2019.

## نبذة عن الفرقة

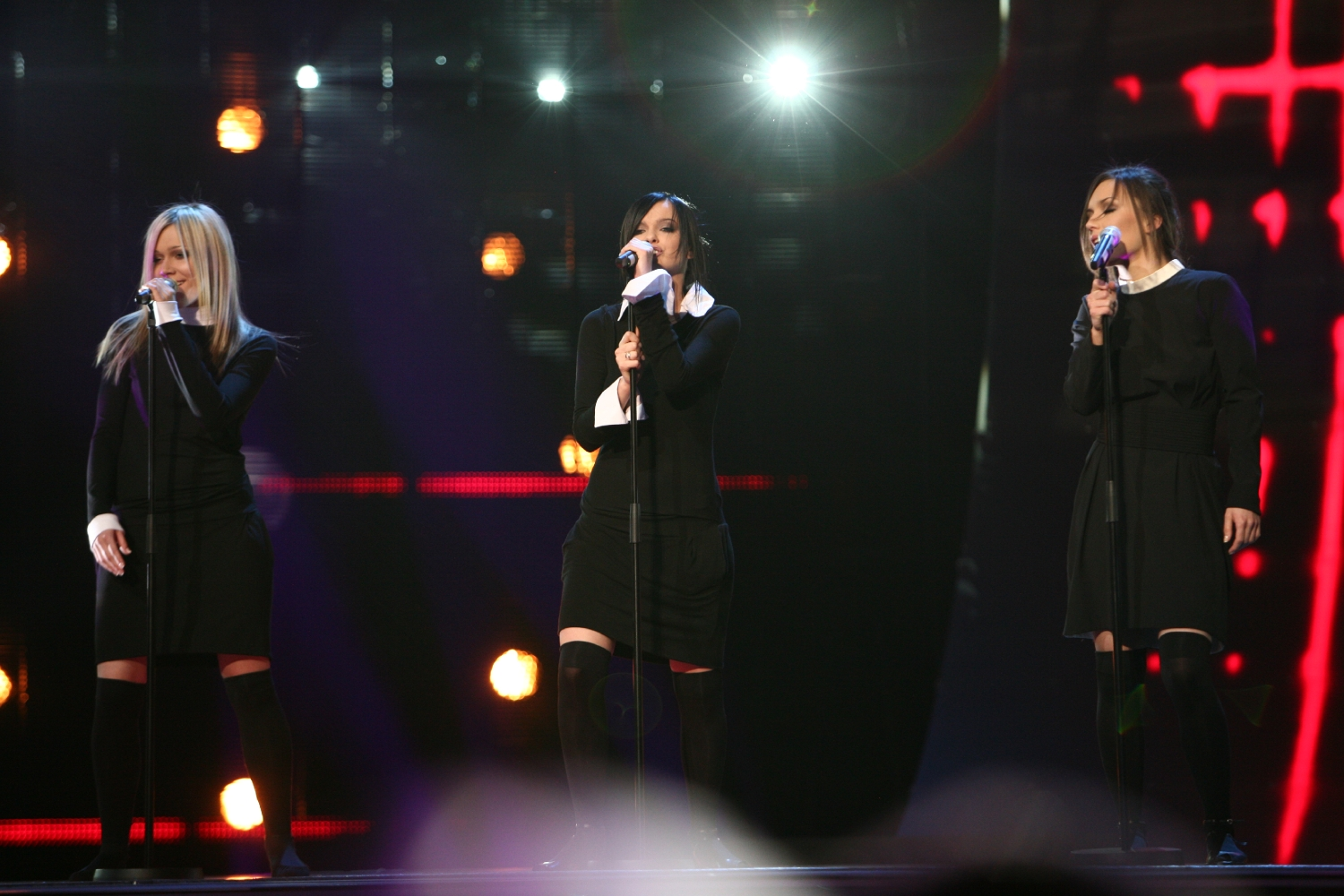
الفرقة اثناء اداءها لأغنية "Song #1" في مسابقة الأغنية الأوروبية 2007 في هلسنكي.

تم اختيار سيريبرو لتمثيل روسيا في مسابقة 2007 بأغنية "Song # 1". بعد ذلك احتلوا المركز الثالث في المسابقة، وسجلوا إجمالي نقاط 207. ثم وقعت الفرقة رسميًا على الشركة Monolit Records الخاصة بـ فاديف، وفي عام 2012، كان لدى الفرقة إصدارات إضافية من إنتاج شركات سوني للترفيه الموسيقي وإيغو ميوزيك. في عام 2009، أعلنت ليزوركينا رحيلها عن الفرقة؛ تم استبدالها لاحقًا بـ أناستازيا كاربوفا. تركت كاربوفا الفرقة في عام 2013 وحلت محلها داشا شاشينا، الذي غادرت الفرقة في عام 2016. تركت تيمنيكوفا الفرقة في عام 2014 لأسباب صحية، وتركت بولينا فافورسكايا التي حلت محل تيمنيكوفا الفرقة في عام 2017. تم استبدال التشكيلة أولغا سريابكينا، وكاتيا كيشوك، وتاتيانا مورغونوفا، وهي آخر مجموعة تضم آخر عضو أصلي بـ إليزافيتا كورنيلوفا، وماريانا كوتشوروفا وإيرينا تيتوفا.
مع ليزوركينا في ذلك الوقت، سجلت الفرقة ألبومها الاستوديو الأول OpiumRoz. تلقى الألبوم إشادة من النقاد وحقق نجاح، وأنتجت الفرقة أغانٍ فردية أخرى بالإضافة إلى "Song #1"، لكنهم يحققو نجاحًا تجاريًا. حقق الألبوم الثاني للفرقة Mama Lover نجاحًا. تضمن الألبوم الأغنية التي تحمل نفس اسم الألبوم وحققت نجاح هائل، وحصلت على شهادة البلاتين المزدوجة في روسيا. حظيت الأغنية المنفردة التي تحمل اسم «ماما لوفر» باهتمام كبير في وسائل الإعلام في جميع أنحاء العالم، حيث علق الجميع على كل من الفيديو الموسيقي الجريئ والأغنية نفسها. حصل الفيديو الموسيقي للأغنية على أكثر من 20 مليون مشاهدة على موقع يوتيوب، بعد نجاح «ماما لوفر»، بدأت الفرقة في جذب الاهتمام حول العالم. أعادت الفرقة إصدار أغنية «ماما لوفر» في اليابان (تحت اسم Serebration) بعد توقيع عقد مع شركة إيمي ميوزيك. أول أغنية عالمية لهم تحت إنتاج شركات إيغو ميوزيك ومجموعة يونيفرسال الموسيقية «مي مي مي»، أصبحت ناجحة على مخططات الموسيقى الأوروبية.
بعد التطور الموسيقي والصورة العامة للفرقة، أصبحت الفرقة معروفة بأسلوبها الجنسي للغاية. أثارت بعض مقاطع الفيديو الموسيقية الخاصة بهم جدلاً في وسائل الإعلام، بما في ذلك أغنية «ماما لوفر» و «مي مي مي»،
في 7 يونيو 2020، أكد المدير والمنتج مكسيم فاديف عن إنفصال الفرقة من التعليقات على عبر إنستغرام: ««سيريبرو، بالنسبة لي هذه هي الذكريات الأكثر إيلامًا وصدقًا! سيكون هناك شيء آخر!».

## الفن

### النمط الموسيقي
يوصف صوت سيريبرو في المقام الأول باسم يوروبوب. اقترحت إحدى المراجعات لـ أسطوانتهم المطولة Izbrannoe وصفوا البعض بأن الفرقة كانت خلفًا لـ تاتو وفيا جرا، وهما فرق روسية مؤلفة من النساء فقط والتي حققت نجاحًا كبيرًا في كل من روسيا والعالم. في أول ألبوم استوديو لهم أستخدمت الفرقة نوع موسيقى الروك البديل الذي يضم أنواعًا أخرى بما في ذلك البوب الراقص والغرونج والروك البانك والبوب روك.

### النمط البصري والصورة العامة
بعد الإصدارات العديدة لهم، بدأو أعضاء الفرقة في الظهور بـ صورة جنسية أكثر صراحة. في الفيديو الموسيقي لـ "Ne Vremya"، يرقص أعضاء الفرقة بطريقة مثيرة وتظهر إحدى العضوات وهي تقوم بلعق ميكروفونًا. في الفيديو الموسيقي لأغنية "Let's Hold Hands"، تم تصوير الأعضاء وهم عراة في غرفة بيضاء. الفيديو الموسيقي متوفر على قناة سيريبرو الرسمي على اليوتيوب. أغنية "Angel Kiss"، الذي غنتها الفرقة باللغة الإنجليزية، تم استخدام فيها نفس مفهوم الفيديو الموسيقي لأغنية "Let's Hold Hands". يمكن رؤية حلمة العضوة لينا اليمنى من خلال حمالة صدر شفافة في الفيديو الموسيقي لـ "Gun"، الفيديو الموسيقي لـ أغنية "Kiss" (ليس أغنية Angel Kiss) يظهر ثدي العوة داشا الأيسر بشكل مكشوف. في الفيديو الموسيقي لـ "Mama Luba"، لينا ترفع فستان أولغا لتظهر ملابسها الداخلية للجمهور.

## العضوات
| العضوة | العضوة                             | 2006 | 2007 | 2008 | 2009 | 2010 | 2011 | 2012 | 2013 | 2014 | 2015 | 2016 | 2017 | 2018 | 2019 |
| ------ | ---------------------------------- | ---- | ---- | ---- | ---- | ---- | ---- | ---- | ---- | ---- | ---- | ---- | ---- | ---- | ---- |
|        | مارينا ليزوركينا(2007–2009)        |      |      |      |      |      |      |      |      |      |      |      |      |      |      |
|        | ايلينا تيمنيكوفا(2007–2014)        |      |      |      |      |      |      |      |      |      |      |      |      |      |      |
|        | أولغا سريبكينا(2007–2019)          |      |      |      |      |      |      |      |      |      |      |      |      |      |      |
|        | أناستازيا كاربوفا(2009–2013; 2014) |      |      |      |      |      |      |      |      |      |      |      |      |      |      |
|        | داريا شاشينا (2013–2016)           |      |      |      |      |      |      |      |      |      |      |      |      |      |      |
|        | بولينا فافورسكايا (2014–2017)      |      |      |      |      |      |      |      |      |      |      |      |      |      |      |
|        | كاتيا كيشوك(2016–2019)             |      |      |      |      |      |      |      |      |      |      |      |      |      |      |
|        | تاتيانا مورغونوفا (2018–2019)      |      |      |      |      |      |      |      |      |      |      |      |      |      |      |
|        | ايرينا تيتوفا (2019)               |      |      |      |      |      |      |      |      |      |      |      |      |      |      |
|        | إليزافيتا كورنيلوفا (2019)         |      |      |      |      |      |      |      |      |      |      |      |      |      |      |
|        | ماريانا كوتشوروفا (2019)           |      |      |      |      |      |      |      |      |      |      |      |      |      |      |

### العضوات السابقات
- أولغا سريبكينا - تركت الفرقة عام 2019 لتركز على مهنتها كمغنية منفردة.[11]
- كاتيا كيشوك - تركت الفرقة في بدايات عام 2019.
- تاتيانا مورغونوفا - تركت الفرقة في بدايات عام 2019.
- بولينا فافورسكايا - أعلنت فافورسكايا أنها ستغادر الفرقة في أغسطس 2017، لكنها استمرت في الأداء معهم حتى نهاية عام 2017 ثُم تركت الفرقة.[12][13]
- أناستازيا كاربوفا - غادرت الفرقة لتركز على مهنتها كمغنية منفردة.
- مارينا ليزوركينا - كانت عضوة ومغنية خلفية للفرقة، ولكن لاحقًا ظهرت كمغنية في أغنيتهم "Formula"، غادرت الفرقة في 2009.
- داشا شاشينا - غادرت شاشينا الفرقة في مارس 2016 بسبب مشاكل صحية خطيرة واضطرارها إلى إجراء عمليتين جراحيتين.[14]
- ايلينا تيمنيكوفا - في 15 مايو 2014، أفاد موقع سيريبرو الرسمي أن ايلينا تركت الفرقة بسبب اعتلال صحتها. تم استبدالها بـ كاربوفا التي تركت الفرقة في وقت سابق من العام السابق حتى عثروا على بديل.
- ايرينا تيتوفا
- إليزافيتا كورنيلوفا

## الجوائز
| السنة | الجائزة                         | الفئة                      |
| ----- | ------------------------------- | -------------------------- |
| 2007  | إم تي في جوائز الموسيقى الروسية | أفضل ظهور لأول مرة         |
| 2007  | جائزة جراموفون الذهبية          |                            |
| 2007  | جوائز الموسيقى العالمية         | الفنان الروسي الأكثر مبيعًا |
| 2008  | إم تي في جوائز الموسيقى الروسية | أفضل فرقة                  |
| 2009  | ذي غاد أوف إثير                 | أكثر فرقة ناجحة بالراديو   |
| 2015  | جائزة الموسيقى الوطنية الروسية  | أفضل فرقة بوب              |

| الجوائز                 | الجوائز                                 | الجوائز                  |
| جوائز الموسيقى العالمية | جوائز الموسيقى العالمية                 | جوائز الموسيقى العالمية  |
| ----------------------- | --------------------------------------- | ------------------------ |
| سبقه 2006 ديما بيلان    | الفنان الروسي الأكثر مبيعًا 2007 سيريبرو | تبعه 2008 فيليب كيركوروف |

## روابط خارجية
- سيريبرو على موقع IMDb (الإنجليزية)
- سيريبرو على موقع ميوزك برينز (الإنجليزية)
- سيريبرو على موقع أول ميوزيك (الإنجليزية)
- سيريبرو على موقع ديسكوغز (الإنجليزية)